# 氷海
『氷海』（ひょうかい、英語: The Sea of Ice、ドイツ語: Das Eismeer）あるいは『氷の海』（こおりのうみ）とは、19世紀初頭のロマン主義を代表するドイツの画家、カスパー・ダーヴィト・フリードリヒによって1823年から1824年にかけて制作された油彩画である。凍てつく海の盛り上がった氷塊と沈む船がリアルなタッチで描かれている。フリードリヒの画家としての総括的な作品であり、現代においては彼の代表作のひとつとされるが、制作当時の評価は低く、鑑賞者を疲れさせると揶揄されてフリードリヒが死没するまで売れ残った。1905年にハンブルク美術館の所蔵となった。

## 表題について
フリードリヒは作品にタイトルを付けることで主題が限定されることを避ける傾向にあったため、元来タイトルがつけられておらず、ほとんどの作品に自身のサインも入れていない。後世にそれぞれタイトルが付せられたが『氷海』は1824年のプラハでの展示会に『Ideale Scene eines arktischen Meeres, ein gescheitertes Schiff unter den aufgethürmten Eismassen』という名で出品され、ドレスデンでの展示会に『Das Eismeer』という名で出品された。日本語名は取り扱う研究者、美術史家らによって揺れがあり、曖昧なものとなっている。現代において本作品は『氷海』あるいは『氷の海』というタイトルが通例となっているが、『北極海』などと題される場合もある。フリードリヒは氷河に阻まれ航行不能となった船をモチーフとした作品を複数制作しており、『氷海』はしばしば1822年に制作し逸失している『希望号の難破』と混同され、紹介されてきた。
なお、『希望号の難破』は当時の美術史家ヨハン・ゴットロープ・フォン・クヴァントの依頼を受けて1822年に制作した作品で、実在の北極探検船グリーパー号の遭難事故をモチーフとしている。制作時には『皐月のグリーンランドの海岸で難破した船』と名付けられ、ヨハン・マルティン・フォン・ローデンが制作したイタリア風景画との対幅の作品であった。

## 背景
人類による極地への探検は中世から盛んに行われていたが、18世紀以降、造船技術の発展や海洋科学の解明に伴い、政治的、経済的、学術的な観点からより盛況に行われるようになった。19世紀に入るとウィリアム・エドワード・パリーを始めとした探検家による探検旅行記などが広く市民にも親しまれるようになり、欧州全域で大きな話題になった。この事象は多数の芸術家、文筆家に影響を与え、極地の冒険や海難事故をモチーフとした作品が多数制作された。例えばサミュエル・テイラー・コールリッジによる叙事詩『老水夫行』（1797年）、メアリー・シェリーの『フランケンシュタイン』（1818年）、エドガー・アラン・ポーの『ナンタケット島出身のアーサー・ゴードン・ピムの物語』（1838年）などで極地の様子を描写しているほか、テオドール・ジェリコーの『メデューサ号の筏』（1818年-1819年）やジョゼフ・マロード・ウィリアム・ターナーの『カレーの桟橋』（1803年）、『難破船』（1805年）などは海難事故をモチーフとして作品制作が行われている。

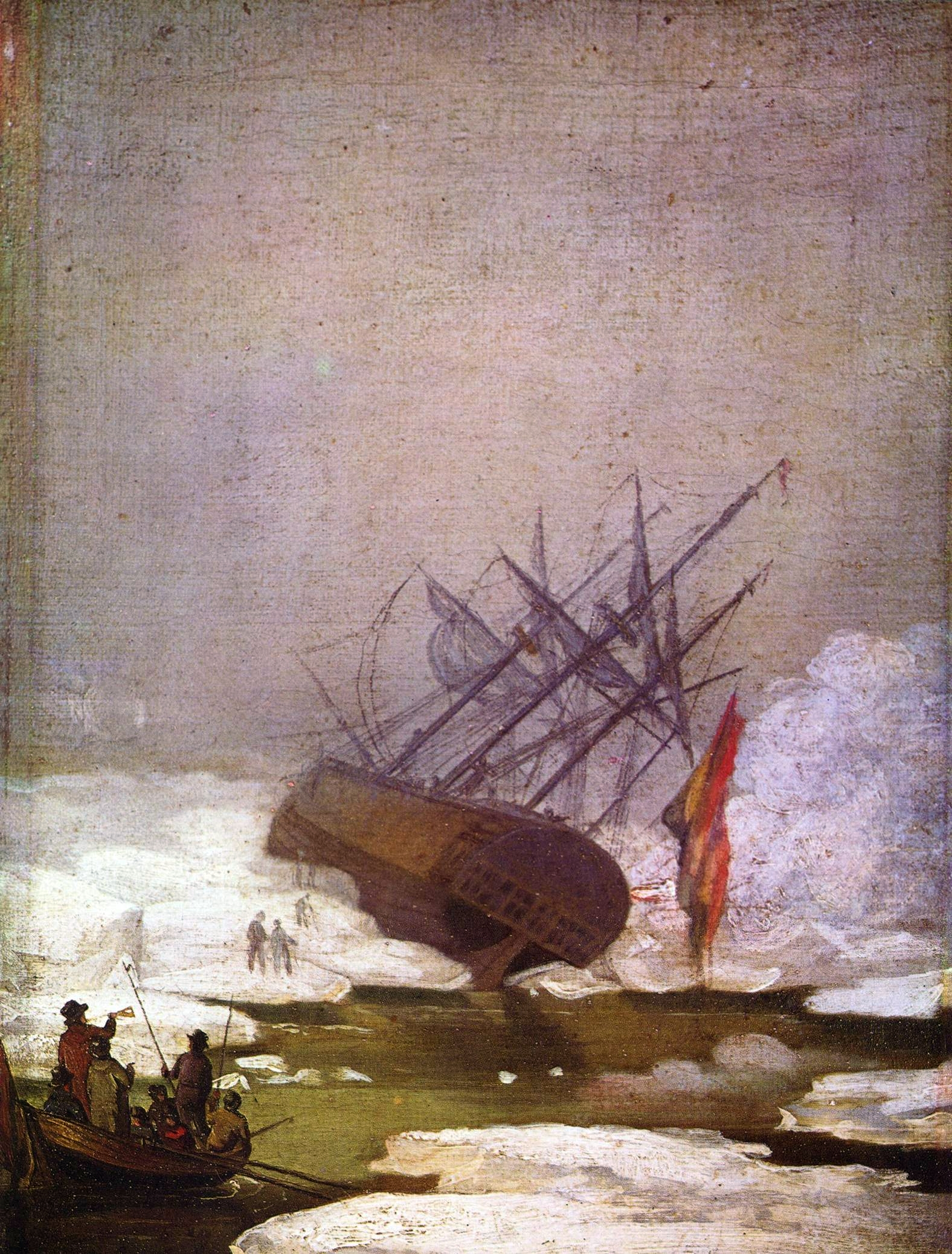
『氷海の船』（1798年）。フリードリヒの最初の油彩画とされる。

フリードリヒもこの極地探検ブームの影響を受けたひとりであり、1774年にドイツ北方のバルト海沿岸の町、グライフスヴァルトに生を受けた後、1794年から地元を離れてコペンハーゲンの芸術アカデミーで美術を学んでいるが、この時には既に氷河に阻まれて難破した船をテーマとした作品作りを始めており、初めての油彩画と言われる1798年の『氷海の船』（あるいは『氷の海の難破船』）も同様のテーマで制作を行っている。ただし、フリードリヒがいつから油彩画を描き始めたかについては研究者の間でも見解が二分しており、1798年の『氷海の船』についてもフリードリヒの作品かどうかについては疑義が呈されている。この頃のフリードリヒは主としてセピアを用いた素描の作品制作を行っており、この傾向は以降も継続されている。ドイツの美術史家ノルベルト・ヴォルフは、コペンハーゲン時代のクラスメイトが描いた作品であり、フリードリヒがそれをノイブランデンブルクに住む親族に贈ったことからフリードリヒの作とされたのではないかと推測している。
一方でフリードリヒが13歳の頃、グライフスヴァルトの川でスケートを楽しんでいた際に氷の割れ目に落ちてしまい、これを助けようとして1歳年下の弟のクリストファーが溺死してしまうという事件があった。この事件はフリードリヒの陰鬱な性格を助長し、生涯を通してその十字架と対峙する必要に迫られた。フリードリヒがこうしたモチーフで作品作りを続けていた潜在的な背景には、若くして事故死した弟の存在があったことも原因のひとつであると言われている。その他、氷で阻まれたような暗澹とした当時の世情を表現したものと解釈する研究者も存在する。制作当時フリードリヒはドレスデンに居住していたが、同時代の小説家ジャン・パウルは1822年にドレスデンを訪問した際の所感として「活気も情熱もここにはほとんどない。（中略）国家体制について語る気概はないし、風刺すらない」と書き残しており、政治的な不安定さから町全体が重苦しい雰囲気に包まれていたとされている。

## 作品

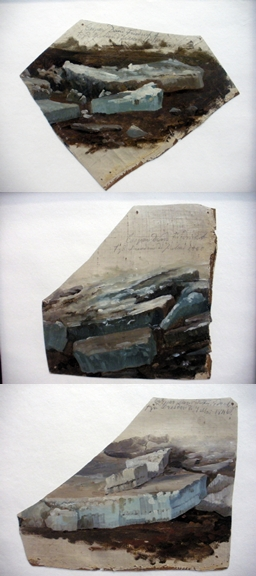
エルベ川を遡上した氷片のスケッチ（1822年）

北極探検に赴き、事故に遭った船をモチーフとして、フリードリヒの空想上の世界観が油彩画で描写されている。近代において北極海の流氷は雪解けの季節になるとエルベ川を南下してドレスデン近くまで流れ込んだとされており、フリードリヒは1820年から1821年にかけてこの実物の流氷をスケッチしている。この時のスケッチ3枚がハンブルク美術館に収蔵されており、作品と見比べると、手前部分の氷片の重なりに構図が流用されていることが確認できる。

水平線を基本にガイド線をひいたもの。二項対立の構成が取られている。

大きな氷塊が張り詰めた氷に衝突し、押し詰められて持ち上げられていく様子が描写されており、画面の中央部には盛り上がった氷山を描いている。中央の氷山に埋もれた船が、航路の過酷さ、厳しさを見る者に伝えている。静寂な水平線と鋭角的な氷塊を対比させており、対角線上には明暗法や遠近法によって対比構造を取り込んでいる。画面の前方には階段状の氷床、中景に氷に挟まれた難破船と大きな氷塊、後景にはわずかに霞む氷山と張り詰めた空気を纏った天空が描かれており、さらには中央の氷塊を軸に左回りの回転が発生している様子が汲み取れるよう表現されており、画面上のモチーフをモンタージュのように交錯させて複雑に視線を誘導させることで空間に臨場感と緊張感をもたらす工夫が凝らされている。
画面内に人の姿は無く、冷酷なまでの風景のみを描いている。一方で天を衝かんと隆起する中央の氷塊の先には、高い透明度を持った蒼穹の空が広がっており、苦闘と苦悩の果てに救いが待っていることを示唆している。本作品は北極探検をする難破船をテーマにして制作された最後の作品となっており、フリードリヒ自身が少年時代から背負ってきたトラウマの感情と向き合い、その求道の光を描くことで長年に渡る自らのテーマと決着を付けたと読み解くこともできる。しかし、展覧会に出品した本作品は酷評され、死ぬまで売れることはなかった。作品を所蔵するハンブルク美術館は、この作品は単なる船舶事故を描写した風景画ではなく、宗教的解釈、政治的解釈を孕んでいると解説しており、後年の多くの芸術家に多大な影響を与えたと指摘している。

## 来歴
フリードリヒが1840年に死去すると本作品は遺産として遺族に引き取られたが、1843年に弟子でもあった画家のヨハン・クリスチャン・ダールの手に渡った。ハンブルク美術館の記録によれば1857年にダールが死去した以降はその家族によって遺品として管理されていたが、この際に『冬の風景と大きな氷山、または北極海での「希望号」の沈没』という名でリストアップされていたため、作品の混同が発生したものとみられる。その後、1905年2月22日にバート・テュルツでこの作品を確認した美術史家アルフレッド・リヒトヴァルクの手引きによってダールの遺族より売却されハンブルク美術館の所蔵となった。購入価格は3,000マルクと記録されている。

## 評価
前述のとおり、制作当時の本作品の評価は高くなく、フリードリヒが死ぬまで手元に残された。難破船をモチーフとした作品はロマン派画家の間でも大いに流行しており、本作品もそのテーマを取り入れているものの、ジェリコーやターナーの作品と違い人間描写や激しい波風の見られない『氷海』は奇異の目でもって評価された。1826年に開催されたベルリン展覧会においてこの作品を観覧したプロイセン国王のフリードリヒ・ヴィルヘルム3世は「北国の巨大な氷はこんなに変った形をしているものかね」と酷評を残している。一方、1834年にドレスデンを訪問して『氷海』を鑑賞した彫刻家のダヴィッド・ダンジェは「フリードリヒは陰鬱な精神を保持しており、自然が持つ力強さや激しさを作品にどのように落とし込めば良いかを完全に理解している」と称賛した。
フリードリヒが活動していた時代において、絵画ジャンルの序列は、神話や伝承を画題にした歴史画がもっとも高く、静物画や風景画はもっとも低いものとみなされていた。こうした状況に抗うために近代性を取り入れ、古いしきたりや教条を否定し、感受性に重きを置いたロマン主義的絵画の誕生につながることになったが、『氷海』では一般的なロマン主義的絵画に見られるような夢や空想への憧憬や甘い情緒などは見られず、厳しい現実世界が表現されている。こうした傾向についてドイツ美術史についての研究者である仲間裕子は「フリードリヒ独自のロマン主義」と表現しており、フリーキュレーターの小笠原洋子は「近代的虚無の先駆け的位置付け」と評している。
仲間はまた、本作品について「単に風景を描いているわけではなく、当時の時代背景も反映している。フリードリヒが生きた時代は、思想的に開かれ、新しい世界観や多様な視覚体験が広がり、対ナポレオン解放戦争により愛国心が叫ばれた緊張した時代だった。ドイツのアイデンティティの表象を、畏怖を与える北方の風景に見出したフリードリヒは、母国が変転する氷河期にあることを『氷海』の冷たさに託した。」と分析している。ドイツの美術史家ゲルトルート・フィーゲは、自らの手ではどうにも制御できない時代のうねりの中にあってもフリードリヒは決して希望を失わず、作品にもそれが表れていると指摘しており、『氷海』が示すような厳しい自然の中で人類の力では抗えない状況下にあっても、「氷の上には天の光が差し込んでいる」と分析している。

## 影響

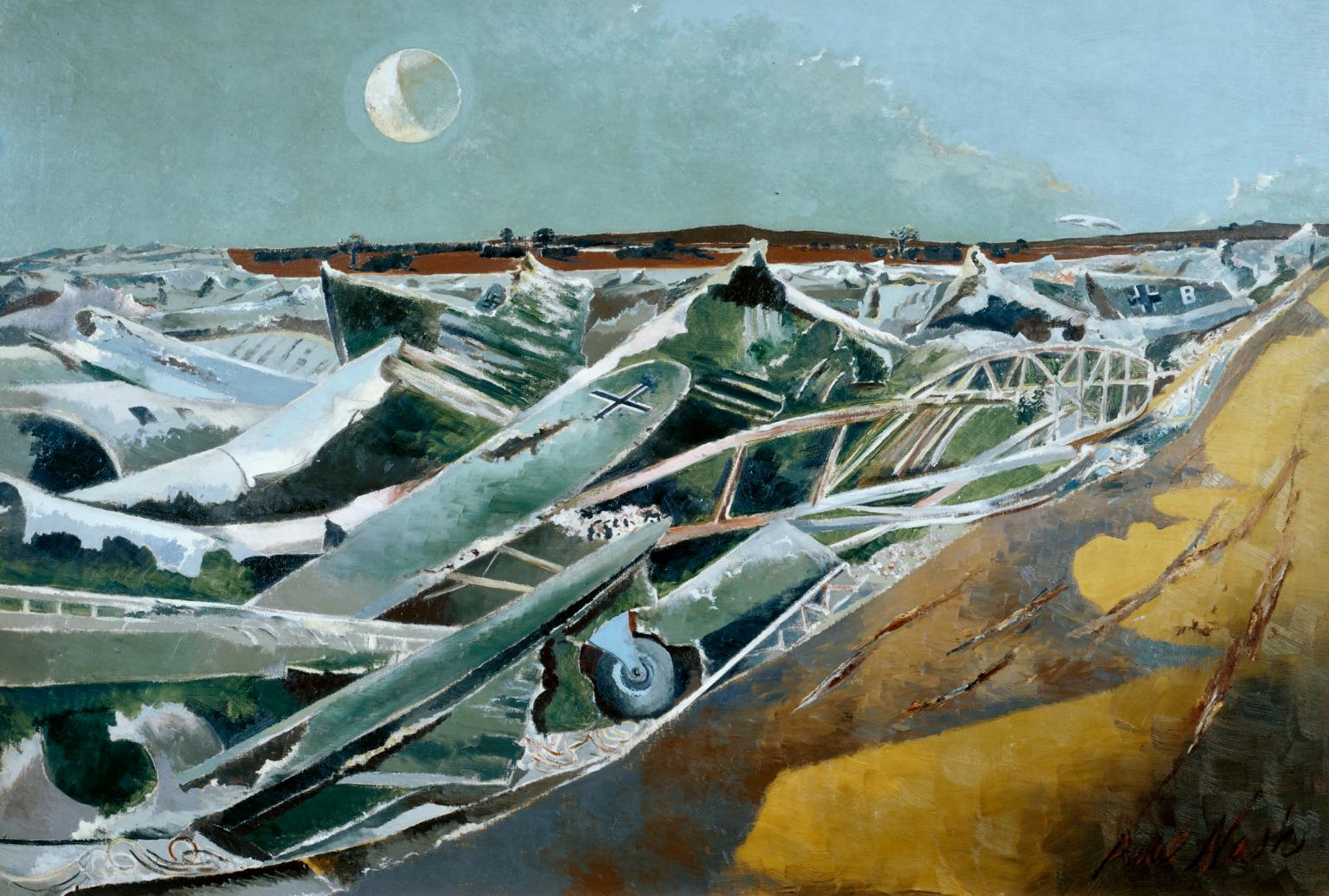
イギリスの画家ポール・ナッシュによる『死の海』（1941年）

『氷海』は4回にわたって展示会へ出品されたが買い手はつかず、20世紀初頭まで忘れ去られた作品となっていた。現代に入り、批評家のラッセル・ポッターが「北極の崇高さ」の重要な作例として本作品に言及したことで19世紀後半の極地を描いた絵画に対する評価の見直しがなされた。また、ハンブルク美術館の所蔵となり展示されたことを契機に、『氷海』はその画題について広く議論され、再解釈、再評価が行われ、19世紀を代表する作品のひとつとみなされるようになった。
『氷海』に影響を受けて制作されたとみられるものとしては、ポール・ナッシュの『死の海』やローレン・ハリスの北極をモチーフとした作品などがある。
建築分野ではアメリカの建築家トム・メインが自身の作品に景観や自然のダイナミズムを取り込むのにもっともインスピレーションを受けた作品として『氷海』を挙げている。また、オーストラリアにあるシドニー・オペラハウスの形状にも本作品が何らかの影響を与えただろうという考察もある。その他、彫刻家のモニカ・ボンヴィチーニが2010年にオスロ・オペラハウスの隣に創った浮遊彫刻『She Lies』は、『氷海』に立体的な解釈を与えて制作したものとされている。